# Marianne Heeremans
M.J.C. (Marianne) Heeremans (21 december 1947) is een Nederlands politica van de PvdA. Van april 2007 tot januari 2017 was zij burgemeester van de gemeente Heemstede.

## Carrière
Heeremans werkte in het onderwijs en had diverse functies op mbo-, hbo- en vavo-instellingen. In de periode 1995 tot 1999 was ze lid van de Provinciale Staten van Noord-Holland. Daarnaast was Heeremans vanaf 1997 vier jaar lang algemeen directeur FNV Vakcentrale. Vervolgens werkte ze enige tijd voor het advocatenkantoor De Brauw Blackstone Westbroek en in 2002 werd ze gemeentesecretaris in Utrecht. In het voorjaar van 2007 werd zij benoemd tot burgemeester van Heemstede.
In december 2011 dreigde het partijbureau van de PvdA Heeremans uit de partij te zetten, omdat ze om principiële redenen weigerde de verplichte afdracht van drie procent van haar jaarsalaris af te dragen aan de partij. Heeremans meende dat de afdracht aan met name de verkiezingskas van de partij niet verenigbaar is met haar positie als burgemeester die boven de partijen staat.
In december 2017 werd Heeremans 70 jaar waardoor zij van rechtswege per 1 januari 2018 ontslagen werd. Van 1 januari tot 17 januari 2018 was Heeremans waarnemend burgemeester van Heemstede om de komst van haar opvolger Astrid Nienhuis te overbruggen.